# Intrakapsulární extrakce

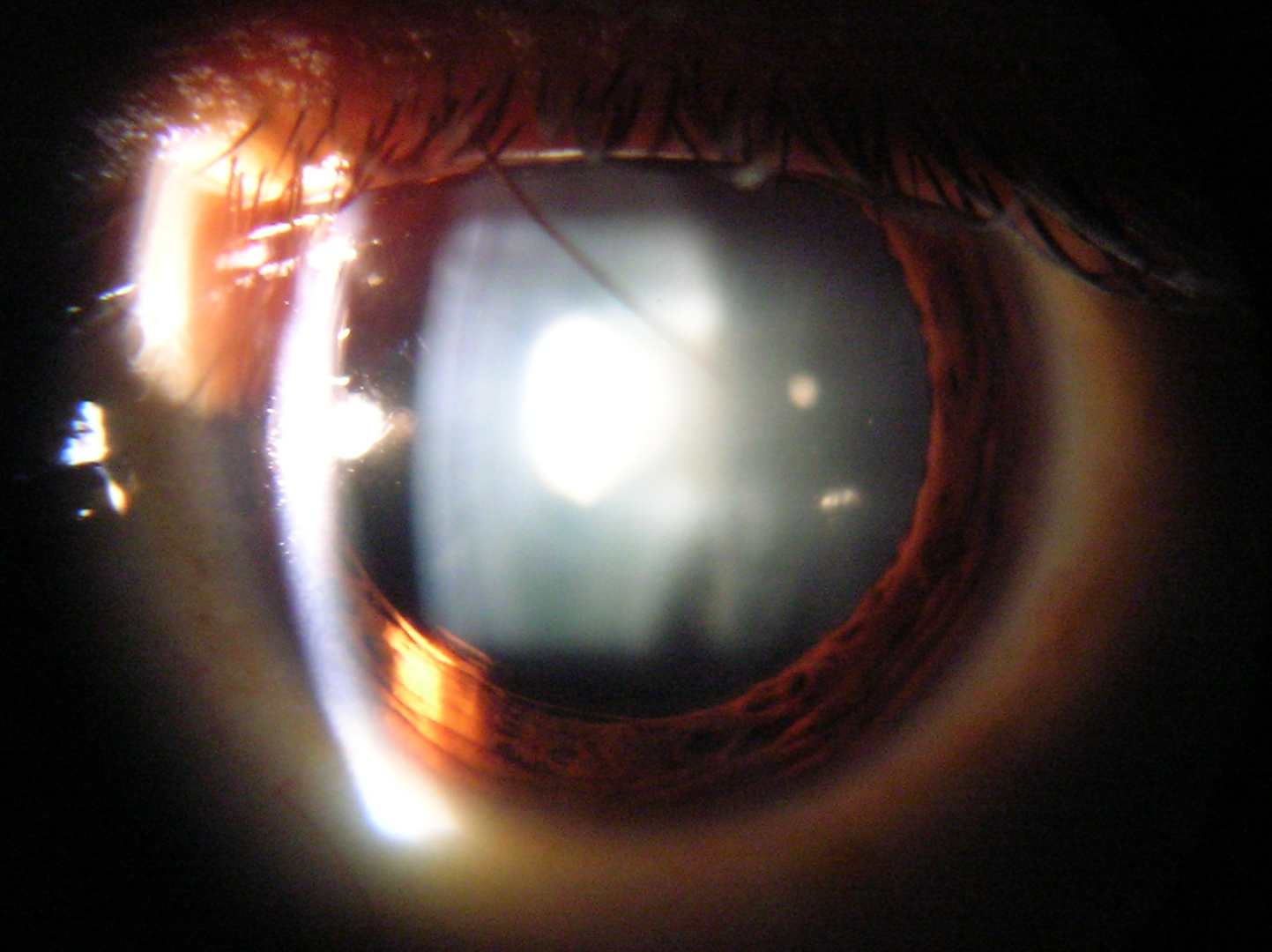
Šedý zákal

Intrakapsulární extrakce (angl. intracapsular cataract extraction, zkratka ICCE) je zastaralá, ale jednoduchá a laciná metoda operace šedého zákalu. Spočívala v odstranění zakalené čočky i s čočkovým pouzdrem (často bez náhrady), načež se vzniklá zraková vada koriguje silnými kontaktními čočkami nebo brýlemi.
V českém lékařském slangu se ICCE někdy říkalo „Husákovy brýle“ podle někdejšího československého prezidenta Gustáva Husáka, který trpěl šedým zákalem a byl metodou ICCE bez implantace čočky operován v roce 1978. Poté až do své smrti nosil pověstné silné brýle.

## Historie
Její kořeny sahají až do  18. století, kdy se na ni přešlo z metody reklinace čočky, popřípadě extrakapsulární extrakce (vyjmutí čočky bez pouzdra), která v té době již byla známa, avšak rozvoj operační techniky neumožňoval její dokonalé provedení. Vrchol provedení ICCE byl ve 20. letech minulého století s nástupem podtlakové metody extrakce savičkou (erysifákem). Dalšího vylepšení se metoda dočkala v polovině 20. století (1961), kdy polský oftalmolog Krwawitz zavedl na tehdejší dobu poměrně převratnou metodu kryoextrakce zakalené čočky. Princip spočívá v provedení rozsáhlého řezu na rozhraní bělimy a rohovky, vsunutí tenké sondy zmražené tekutým dusíkem až k přednímu pouzdru čočky, dočasnému namrazení a vybavení (doslova vytržení) čočky ze závěsného aparátu včetně pouzdra. Dnes se metoda v Evropě používá ojediněle (při luxaci a subluxaci čočky a komplikacích u „přezrálých“ katarakt). 
V euroamerické průmyslové oblasti byla ICCE prakticky opuštěna na počátku 80. let 20. století, ale v Československu (a v zemích bývalého socialistického sektoru) se standardně používala ještě na konci 80. let jako běžná metoda pro odstranění katarakty u lidí i zvířat. V rozvojových zemích Afriky, Asie a latinské Ameriky se běžně provádí jako laciná metoda dodnes.
Podstatou ICCE je otevření oka a vybavení zakalené čočky i s pouzdrem zpravidla speciální pinzetou, později savičkou (erysifákem). Metoda byla z dnešního pohledu značně riziková a prováděla se proto až ve vyšším věku. Důležitým faktorem úspěšnosti je, aby zákal co nejvíce „uzrál“, tedy proběhla co největší degenerativní změna jádra čočky a jejího závěsném aparátu. Jádro vlivem postupující choroby tuhne a čočka se stává kompaktnější, a její vytržení z oslabeného závěsného aparátu je snazší a bezpečnější. Zrání čočky probíhalo řadu let, za nichž nemocní trpěli výrazně sníženou kvalitou vidění.   

## Výhody
Metoda ICCE má jedinou (relativní) výhodu: Vylučuje tvorbu sekundární katarakty zbytněním čočkového pouzdra, které je zde totiž zcela odstraněno.

## Nevýhody
Metoda měla od prvopočátku celou řadu nevýhod, pro které byla střídavě opouštěna a nahrazována ECCE. Především je to rozsah vstupu do očního bulbu. Řez bylo nutné provádět v délce přes 10 mm. Široké otevření oka vyžadovalo naprostý klid pacienta při operaci a relativní klid po operaci. Absence čočkového pouzdra hrozila při operaci ztrátou sklivce a po operaci jeho vylitím do přední komory oka s dalšími negativními následky. Afakické oko je mnohem zranitelnější než oko neoperované a již při letmém pohledu do očí takto operovaného pacienta můžeme vidět zřetelné chvění sklivce a duhovky již při nepatrném pohybu hlavy. Absence čočky může operované oko činit citlivějším vůči prudkému světlu nebo ultrafialovému záření. S šíří řezu souvisí pooperační deformace rohovky hojením široké původně nešité rány a nutnost složité brýlové korekce pooperačního astigmatismu. Původně se oko ponechávalo bez čočky. Vznikala těžká sekundární hypermetropie (dalekozrakost) a oko nemá možnost ostření (akomodace). Tak silné spojky, které je nutno ke korekci této afakie použít, zvětšují obraz až o 30 %, ten se stává zkreslený s obrazovým výpadkem, pacient pak např. nesmí řídit motorové vozidlo, nemá odhad vzdáleností a musí si zvykat na nové rozměry předmětů v okolí. Často se mu ze začátku z nošení silných brýlí točí hlava a hrozí pády, je dezorientován. Určitým zlepšením byly kontaktní afakické čočky. Protože byly ve tvaru spojek, tj. nejsilnější v optickém středu, významně omezovaly přístup kyslíku k rohovce. Během několika let jejich nošení pak rohovka reagovala patologickou vaskularizací. Ještě v 80. letech byly proto činěny pokusy s nošením kontaktních čoček s centrálním otvorem. Vzhledem k tomu, že již v 50. letech byly zkonstruovány první umělé nitrooční čočky vhodné i pro metodu ICCE a jejich konstrukce se stále zlepšovala, byl však tento výzkum nedokončen.   
Ještě v současné době žijí ojediněle pacienti původně operovaní v mladším věku metodou ICCE. Pro ně (a pro komplikované operační případy současnosti) existují speciální typy čoček, které jsou použitelné i při absenci čočkového pouzdra. Lze je implantovat do přední komory, fixovat na duhovku do přední komory nebo za duhovku přišít k bělimě. Fixace čoček je velmi spolehlivá a stabilní, ale metoda sekundární či primární implantace nevylučuje původní komplikace (zejména pozdní) mající původ v otevření sklivcové dutiny.